# Mansardtag
Mansardtag er et brudt tag bestående af to i vinkel mod hinanden stillede tagflader, hvoraf den nederste er den stejleste.
Ordet kommer af det franske ord mansarde, som har sit navn efter den franske arkitekt François Mansart, og egentlig med urette, idet Pierre Lescot allerede havde anvendt den ved opførelsen af Louvre.
Den nederste etage i et mansardtag egner sig med sine kvistvinduer og sine næsten lodrette sidevægge udmærket til beboelse og anvendes lige såvel i den senere franske renæssance som i nyere bygninger. I Danmark blev mansardtage særligt benyttede i det 18. århundrede og i perioden omkring 1900.

## Galleri
- Mansardtag (På engelsk kaldet 'Gambrel roof')
- Mansardtag med valm (På engelsk kaldet 'Mansard roof')
- Hueinghausen-banegård (Sauerland) med ekstra høj nederste tagflade